# Bobby Reynolds

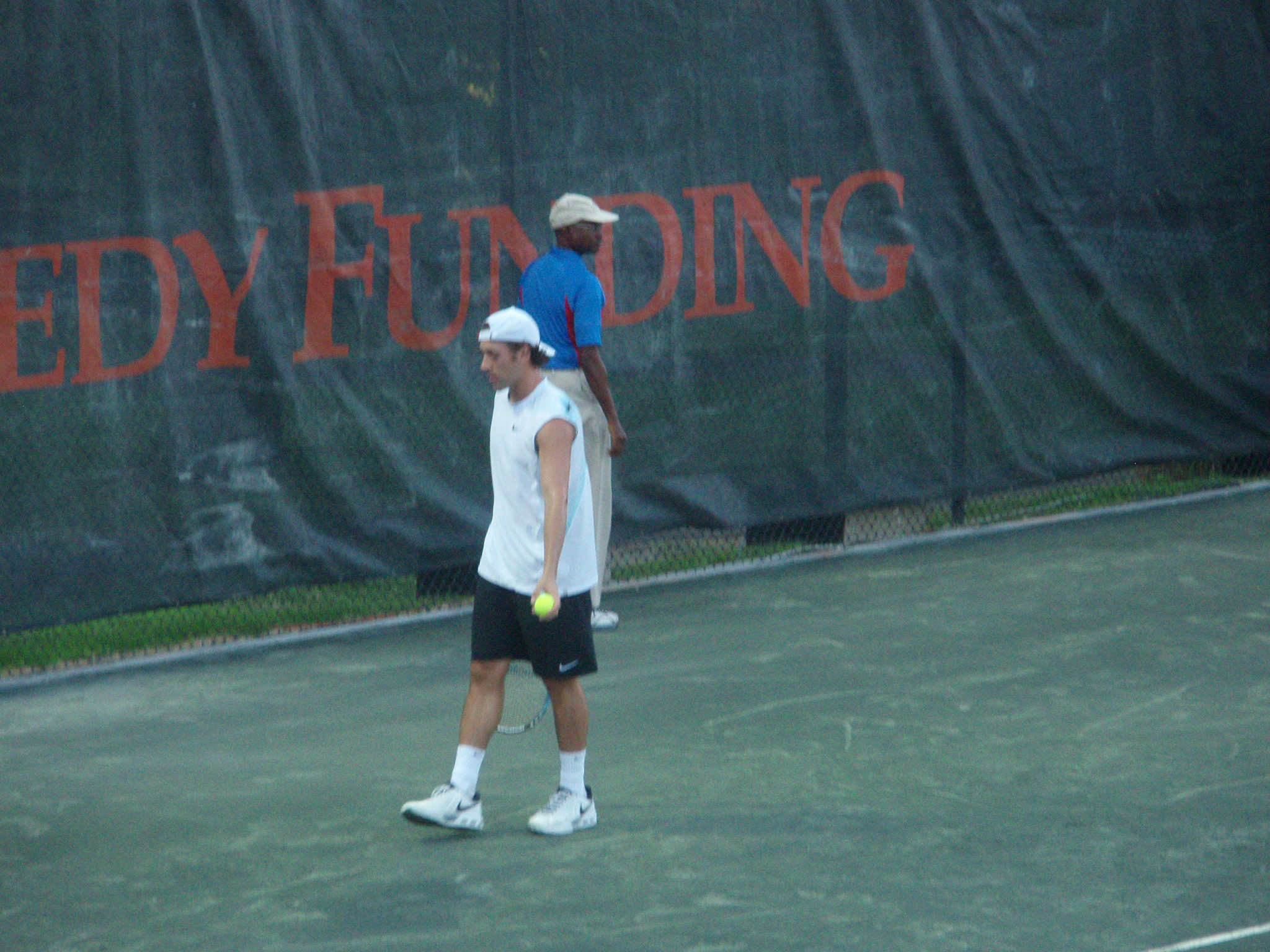
Bobby Reynolds.

Robert "Bobby" Thomas Reynolds (n. 17 de julio de 1982 en Cape Cod, Massachusetts) es un exjugador profesional de tenis estadounidense. Hasta el momento, sus mejores posiciones en el ranking ATP son de Nº92 en sencillos y Nº52 en dobles, especialidad esta última en la que conquistó un título de ATP. Fue el jugador N.º 1 universitario en los Estados Unidos en 2003, representando a la Universidad Vanderbilt.
Actualmente vive en la localidad de Acworth, Georgia en una propiedad que comparte con su habitual compañero de dobles, Robby Ginepri.

## Títulos (1; 0+1)

### Clasificación en torneos del Grand Slam
| Torneo          | 2009 | 2008 | 2007 | 2006 | 2005 | 2004 | Títulos |
| --------------- | ---- | ---- | ---- | ---- | ---- | ---- | ------- |
| Australian Open | 1r   | 1r   | 1r   | 1r   | 3r   | -    | 0       |
| Roland Garros   | 1r   | 2r   | -    | -    | -    | -    | 0       |
| Wimbledon       | 1r   | 3r   | 1r   | -    | -    | -    | 0       |
| US Open         |      | 2r   | 1r   | -    | 1r   | 1r   | 0       |

### Dobles (1)
| Leyenda                |
| Grand Slam (0)         |
| Tennis Masters Cup (0) |
| ATP Masters Series (0) |
| ATP Tour (1)           |

| N.º | Fecha | Torneo       | Superficie | Pareja       | Oponentes en la final     | Resultado |
| --- | ----- | ------------ | ---------- | ------------ | ------------------------- | --------- |
| 1.  | 2006  | Indianápolis | Dura       | Andy Roddick | Paul Goldstein Jim Thomas | 6-4 6-4   |

### Finalista en dobles (2)
- 2005: New Haven (junto a Rajeev Ram pierden ante Gastón Etlis y Martín Rodríguez por 4-6 3-6 sobre canchas duras)
- 2008: Pekín (junto a Ashley Fisher pierden ante Stephen Huss y Ross Hutchins por 5-7 4-6 sobre canchas duras)

### Challengers (7)
| N.º | Fecha                    | Torneo      | Superficie | Oponente en la final | Resultado      |
| --- | ------------------------ | ----------- | ---------- | -------------------- | -------------- |
| 1.  | 7 de noviembre de 2005   | Nashville   | Dura       | Ramón Delgado        | 6-4 6-4        |
| 2.  | 25 de septiembre de 2006 | Tulsa       | Dura       | Michael Russell      | 7-6(3) 6-3     |
| 3.  | 30 de abril de 2007      | Naples      | Arcilla    | Robert Kendrick      | 7-6(5) 6-4     |
| 4.  | 14 de abril de 2008      | Tallahassee | Dura       | Robert Kendrick      | 5-7 6-4 6-3    |
| 5.  | 21 de abril de 2008      | Baton Rouge | Dura       | Ígor Kunitsyn        | 6-3 6-7(3) 7-5 |
| 6.  | 17 de noviembre de 2008  | Knoxville   | Dura       | Luka Gregorc         | 6-4 6-2        |
| 7.  | 13 de septiembre de 2010 | Tulsa       | Dura       | Lester Cook          | 6-3 6-3        |